# Семенюк, Вилен Миронович
Вилен Миронович Семенюк (род. 1936) — бывший работник Минэнерго Украины, советник министра.
Родился в 1936 (с. Липчани, Могилев-Подольский район, Винницкая область) в семье учителя.
Образование: Одесский политехнический институт, теплоэнергетический факультет (1958).
После института работал начальником смены Кураховской ГРЭС; начальником технического отдела, главным инженером Бурштынской ГРЭС (6 г.); главным инженером объединения «Львовэнерго»; генеральный директор объединения «Киевэнерго»; с 1980 — заместитель, с 1993 — первый заместитель, август 1993 — июль 1995 — Министр энергетики и электрификации Украины.
Был членом Комиссии по разработке Концепции государственной промышленной политики на 1996—2000 гг. (с апреля 1995).